# Instituto de Fisiología, Biología Molecular y Neurociencias
El Instituto de Fisiología, Biología Molecular y Neurociencias (IFIBYNE) es un centro de investigación en biología de doble dependencia entre la Universidad de Buenos Aires y el CONICET.

## Historia
Su antecesor fue el Instituto de Neurociencias (INEUCI) creado en 1989, que es reformulado en 2001 bajo la gestión del Dr. Osvaldo Uchitel creando el actual IFIBYNE. Desde 2005 es un instituto de doble dependencia UBA-CONICET.

## Grupos de investigación
- Orden y fusión de membrana plasmática (Dir: Dr. Pablo Aguilar)
- Fisiología molecular del metabolismo vegetal (Dir: Dr. Fernando Carrari)
- Transducción de señales (Dir: Dr. Omar Coso)
- Biología de sistemas (Dir: Dr. Alejandro Colman-Lerner)
- Funciones y metabolismos de microRNAs (Dir: Dr. Manuel de la Mata)
- Evolución y desarrollo (Dir: Dr. Nicolás Frankel)
- Estrés abiótico en plantas (Dir: Dr. Norberto Iusem)
- Desarrollo normal y neoplásico de la glándula mamaria (Dir: Dra. Edith Kordon)
- Regulación del splicing alternativo (Dir: Dr. Alberto Kornblihtt)
- Control transcripcional y postranscripcional del desarrollo vegetal (Dir: Dra. Julieta Mateos)
- Photo-damage lab (Dir: Dr. Manuel Muñoz)
- Regulación de la expresión génica (Dir: Dra. Adali Pecci)
- Regulación de la expresión génica en plantas por luz (Dir: Dr. Ezequiel Petrillo)
- Dinámica de factores de transcripción (Dir: Dr. Diego Presman)
- Mecanismos epigenéticos en el desarrollo vegetal (Dir: Dra. Julia Questa)
- Neurobiología Molecular de la Memoria (Dir: Dr. Arturo Romano)

## Consejo
Se encuentra compuesto por:
- Director: Dr. Alberto Kornblihtt
- Vicedirectora: Dra. Adali Pecci
- Vocales en representación de los investigadores: Alejandro Colman Lerner; Manuel de la Mata; Carolina Shere-Levy;   Francisco Urbano; Fernando Locatelli y Lidia Szczupack.
- Vocal en representación de los profesionales y técnicos:  Amaranta Avendaño-Vázquez.
- Vocal en representación de los becarios:  Gustavo Vasen